# Ernst Otto Fischer
Ernst Otto Fischer, född 10 november 1918 i Solln, München, Bayern, död 23 juli 2007 i München, Bayern, var en tysk kemist och nobelpristagare. Han var son till Karl Tobias Fischer.

## Biografi
Efter militärtjänstgöring under andra världskriget började Fischer studera vid Münchens tekniska universitet och tog sin examen 1949. Han arbetade därefter på sin doktorsavhandling under professor Walter Hieber på institutet för oorganisk kemi. Han fick sin doktorsgrad på en avhandling om "mekanismer för koloxidens reaktioner med nickel(II)salter i närvaro av ditioniter och sulfoxylator".
1973 erhöll han tillsammans med engelsmannen Geoffrey Wilkinson Nobelpriset i kemi för arbeten över ferrocen och andra sandwichföreningar.